# Pasażerka
Pasażerka é um filme de drama polonês de 1963 dirigido e escrito por Andrzej Munk, Witold Lesiewicz e Zofia Posmysz-Piasecka. Foi selecionado como representante da Polônia à edição do Oscar 1964, organizada pela Academia de Artes e Ciências Cinematográficas.

## Elenco
- Aleksandra Śląska - Liza
- Anna Ciepielewska - Marta
- Janusz Bylczynski - Capo
- Krystyna Dubielowna
- Anna Golebiowska
- Barbara Horawianka
- Anna Jaraczówna - Capo